# Đoàn Lạn
Đoàn Lạn  (?-?), người xã Hồng Lục huyện Trường Tân (nay thuộc xã Tân Hưng huyện Gia Lộc tỉnh Hải Dương). Ông đỗ đệ nhị giáp, Tiến sĩ xuất thân tức Hoàng giáp Tiến sĩ khoa Bính Tuất niên hiệu Quang Thuận năm thứ bảy 1466.
Ông làm quan Thừa tuyên sứ và từng được cử đi sứ sang nhà Minh (Trung Quốc) .